# Veselivka, Kirovohrad
Veselivka (în ucraineană Веселівка) este localitatea de reședință a comunei Veselivka din raionul Kirovohrad, regiunea Kirovohrad, Ucraina.

## Demografie
Componența lingvistică a localității Veselivka
     Ucraineană (94,94%)
     Rusă (4,26%)
     Alte limbi (0,53%)
Conform recensământului din 2001, majoritatea populației localității Veselivka era vorbitoare de ucraineană (94,94%), existând în minoritate și vorbitori de rusă (4,26%).